# Gilles Aycelin de Montaigut
Gilles Aycelin de Montaigut, o Montagu o Montaigu, chiamato anche il cardinale di Thérouanne (Alvernia, ... – Avignone, 5 dicembre 1378), è stato un cardinale e vescovo cattolico francese.
Era figlio di Gilles II Aycelin de Montaigut († dopo agosto 1359) e di Mascaronne de La Tour d'Auvergne (1304 – ?); la madre era imparentata con i papi Clemente VI e Gregorio XI, essendo la zia (acquisita) di Marta Roger de Beaufort, nipote del primo e sorella del secondo.

## Biografia
Nato nei primi anni del XIV secolo, fu avviato alla carriera ecclesiastica, come fu del fratello, Pierre Aycelin de Montaigut, O.S.B., vescovo di Laon e poi anticardinale.
Nel 1356 assistette alla disastrosa battaglia di Poitiers e seguì il re Giovanni II, il Buono  in Inghilterra come cancelliere.
Dal 1357 al 1358 fu Ministro della Giustizia del regno di Francia.
Il 24 giugno 1360 assistette a Carcassonne al matrimonio del figlio del re di Francia, il conte di Poitiers (1340 – 1416) con Giovanna d'Armagnac (†1387).
Nel 1361 divenne vescovo di Thérouanne ed il 17 settembre di quell'anno fu proclamato cardinale da Innocenzo VI, con il titolo dei Santi Silvestro e Martino ai Monti.
Fu nominato da papa Urbano V commissario della commissione incaricata di riformare l'università di Parigi.
Fu inoltre inviato in Spagna per tentar di riconciliare il re d'Aragona con il duca d'Angiò.
Nel 1361 lasciò la titolarità della diocesi di Thérouanne per divenire cardinale presbitero dei Santi Silvestro e Martino ai Monti, titolo cui rinunciò nel 1368 optando per quello di cardinale vescovo di Frascati, che mantenne fino alla morte.

## Conclavi
Durante il suo cardinalato Gille Aycelyn de Montaigut partecipò ai conclavi:
- conclave del 1362, che elesse papa Urbano V
- conclave del 1370, che elesse papa Gregorio XI

mentre non partecipò al conclave del 1378, che elesse papa Urbano VI, né a quello del settembre 1378 che elesse l'antipapa Clemente VII.